# آرا گولر

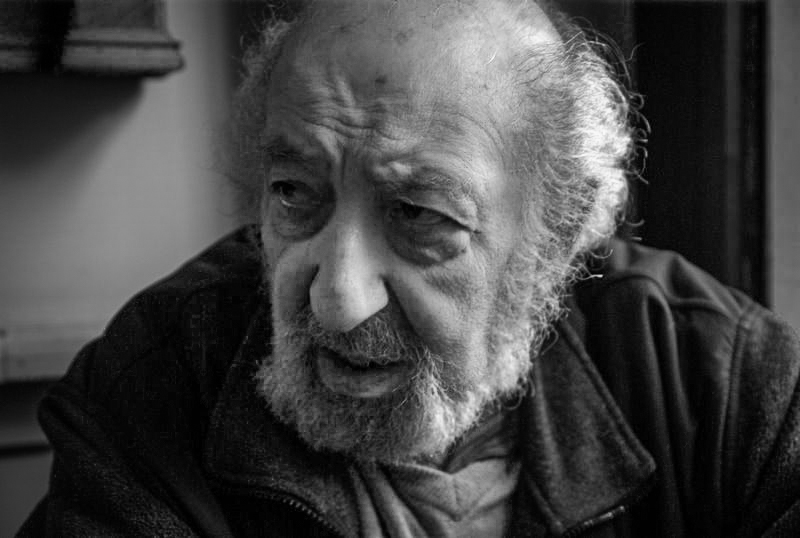

آرا گولر (ارمنی: Արա Գյուլեր؛ ترکی استانبولی: Ara Güler؛ زادهٔ ۱۶ اوت ۱۹۲۸ - درگذشته ۱۷ اکتبر ۲۰۱۸) عکاسی خبری ارمنی‌تبار اهل ترکیه بود که با عنوان چشم استانبول شناخته می‌شد. آرا گولر، یکی از معروف‌ترین عکاسان دنیا است.

## زندگی‌نامه
آرا گولر در یک خانواده ارمنی در سال ۱۹۲۸ در استانبول متولد شد. او عکاسی را با یک روزنامه در ترکیه آغاز کرد و در سال‌های ۱۹۵۰ به عنوان خبرنگار خاور نزدیک مجله لایف انتخاب شد.

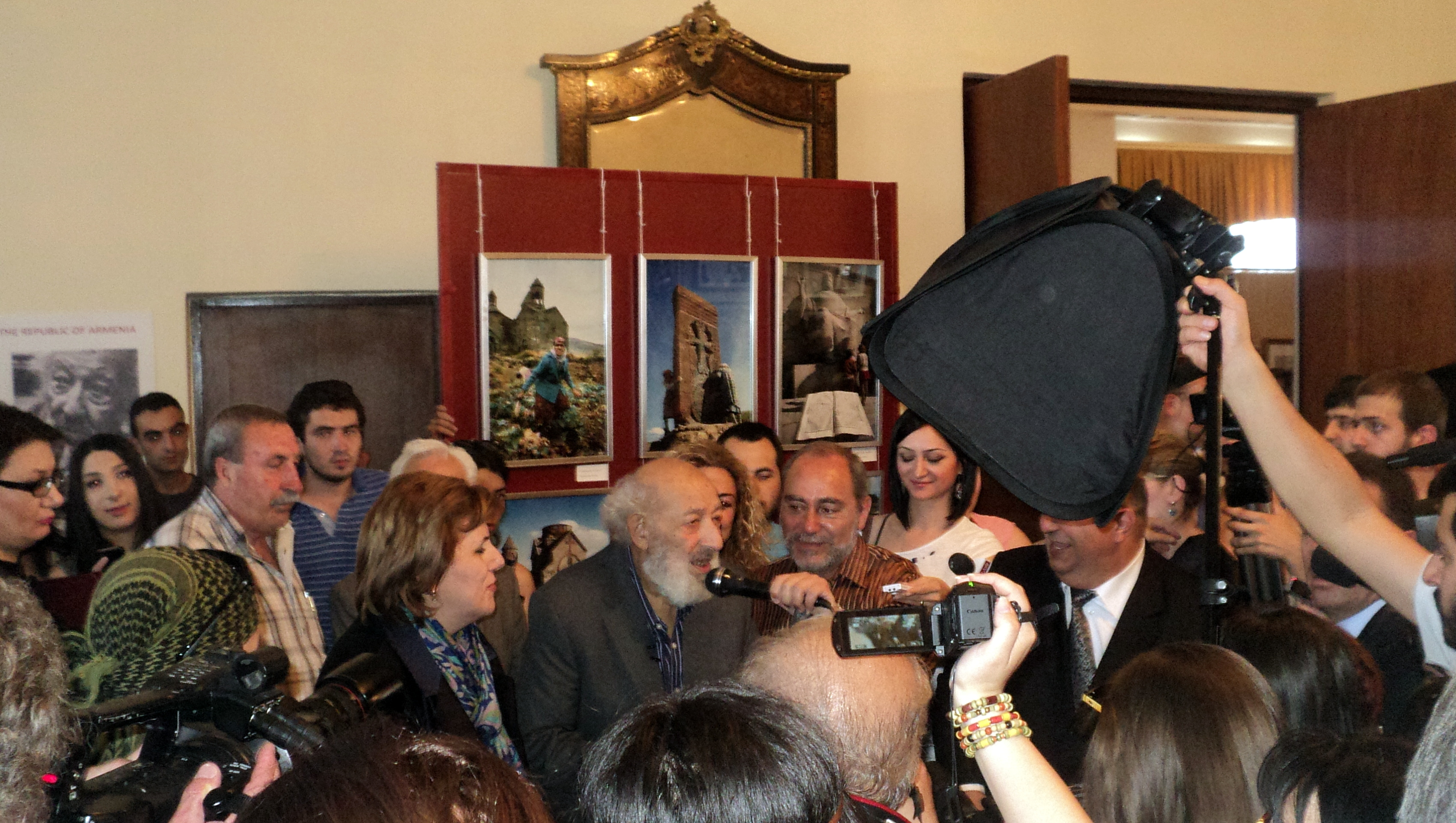
نمایشگاه آرا گولر در نگارخانه ملی ارمنستان

Ara-Güler-Retrospektive در برلین ۲۰۱۴

او با عکاسان مشهوری چون مارک ریبو و آنری کارتیه-برسون آشنا شد و از اواخر دهه ۱۹۵۰ همکاری خود را با آژانس مگنوم فوتوز آغاز کرد.
آرا گولر، که چشم استانبول لقب گرفته بود، روایتگر شهری بود که دوست می‌داشت. عکس‌های سفید و سیاه او این شهر را، آن طور که در دهه ۱۹۵۰ تا ۱۹۷۰ میلادی بود، در تاریخ ثبت شده‌است.

گولر یک بار گفته بود: 
«من را عکاس استانبول لقب داده‌اند، ولی من یک شهروند جهان هستم، یک عکاس جهانی.»
آرا گولر که او را را به نام عکاس استانبول می‌شناختند، عکس‌های خود را را عمدتاً با دوربین لایکا می‌گرفت.
از اواخر دهه ۱۹۵۰ همکاری خود با آژانس مگنوم فوتوز را آغاز کرد و خبرنگار مجله‌های تایم و لایف در ترکیه هم بود. کارهای او در موزه‌های بسیاری در سراسر جهان به نمایش گذاشته شده‌است.

گولر می‌گفت:
«اگر عکس‌های من از استانبول نبود، شهر قدیم تا حالا به دست فراموشی سپرده شده بود. از شهر قدیم استانبول دیگر چیزی نمانده‌است.»
در سال ۱۹۵۲، او اولین گزارش تصویری خود را با موضوع ماهیگیرهای محله کومکاپی استانبول، در یک روزنامه ارمنی زبان منتشر کرد.
گولر در دهه ۱۹۵۰ از چهره بسیاری از مشاهیر جهان عکاسی کرد، از جمله وینستون چرچیل، نخست‌وزیر دوران جنگ جهانی دوم بریتانیا، ایندیرا گاندی، نخست‌وزیر سابق هند، برتراند راسل، ماریا کالاس، آلفرد هیچکاک، مارک شاگال، سالوادور دالی، تنسی ویلیامز، نمایشنامه‌نویس آمریکایی و پابلو پیکاسو.
او برای عکاسی از آهنگساز معروف ارمنی، آرام خاچاطوریان، به مسکو سفر نمود.
آرا گولر از رجب طیب اردوغان، رئیس‌جمهوری ترکیه هم عکس گرفته‌است.
گولر مانند همه ارامنه ترکیه، به زبان ارمنی غربی صحبت می‌کند که با زبان ارمنی شرقی، که در خود ارمنستان بکار می‌رود، بسیار متفاوت است.
یکی از مهم‌ترین گزارش‌های او، مجموعه‌ای از گزارش‌های ویژه در مورد زندگی روزمره ماهیگیرهای ارمنی محله کومکاپی استانبول بود. این گزارش‌ها در میانه دهه ۵۰ در روزنامه «زمانک» در استانبول منتشر شد.
کارهای او در موزه‌های بسیاری در سراسر جهان به نمایش گذاشته شده‌است.

## درگذشت
آقای گولر، روز چهارشنبه ۱۷ اکتبر ۲۰۱۸ در سن ۹۰ سالگی در بیمارستانی در استانبول به دلیل سکته قلبی درگذشت وی از نارسایی کلیوی رنج می‌برد و تحت درمان دیالیز بود.
آقای اردوغان با عرض تسلیت به خانواده آرا گولر گفته که وی به خاطر آثارش همیشه در خاطرها باقی خواهد ماند.

## جوایز و افتخارات
وی برندهٔ جوایزی همچون لژیون دونور شده‌است.